# Vaettir
Els Vættir són esperits de la natura en la Mitologia nòrdica. Aquests esperits estan dividits en "ættir", terme que es pot traduir com família, raça, o clan. Entre les principals famílies dels Vættir destaquen els Dvergar(nans), Álfar (elfs) i els Jötnar (gegants), inclòs les dues famílies divines, els Æsir i els Vanir, que són compresos com les famílies més destacades i importants dels Vættir. Altres entitats Vættir són el Tomte, una mena de follet protector i temperamental, els Sjövættir, esperits de l'aigua, o els Landvættir, esperits de la terra i la fertilitat

## Dvergar
El nans de la mitologia nòrdica són entitats relacionades amb la terra i les muntanyes, reconegudes per la seva saviesa, i l'habilitat en la ferreria, la mineria i altres arts manuals. Usualment són descrits com a  criatures més baixes que un home, amb barba abundant, i lletjos.

## Álfar
Els elfs en la mitologia germànica no comparteixen l'aspecte petit, còmic i afable que se'ls donarà en representacions posteriors. Els álfar són entitats sobrenaturals amb poders màgics, i amb actituds ambivalents cap als éssers humans, sent a vegades beneficioses o perjudicials, disparant o assassinant els ramats. Amb l'arribada del cristianisme els elfs adquiriren progressivament una llum més sinistra.

## Jötnar
Els gegants nòrdics Jötnar, són entitats de força sobrehumana, i generalment de gran dimensió. Són la representació de les forces naturals i del caos, i els i rivals principals dels déus, tot i els freqüents matrimonis que s'han donat entre ambdues races. Els trols són sovint associats als gegants, però representen un conjunt de criatures petites, generalment peludes i desagradables.